# Mile End

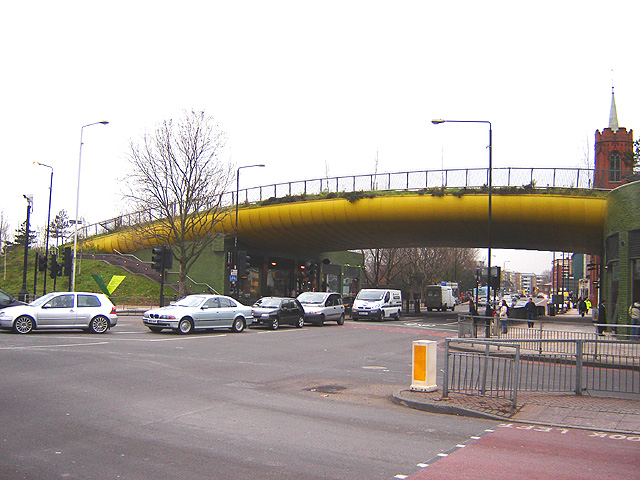
Mile End Londres

Mile End es un distrito de Londres Este, Inglaterra, a 5,8 km al este-noreste de Charing Cross. Situado en la carretera de Londres a Colchester, fue uno de los primeros suburbios de la City londinense y se convirtió en parte del área metropolitana de Londres en 1855. En 2011, Mile End tenía una población de 28.544 habitantes.

## Historia

### Toponimia
Mile End se mencionaba en 1288 como La Mile ende. El nombre se forma por la palabra inglesa 'mile' (milla) y 'ende' y significa "la pedanía a una milla de distancia". La milla de distancia se establecía en relación con Aldgate,  en la City de Londres, a la que se llegaba por la carretera de Londres a Colchester. Alrededor de 1691, Mile End se convirtió en Mile End Old Town, ya que un nuevo asentamiento no relacionado al Este y adyacente a Spitalfields había tomado el nombre de Mile End New Town.
En cuanto a la procedencia étnica de su población, la siguiente tabla combina los datos para los dos distritos de Mile End (Mile End And Globe Town y Mile End East):
| Mile End 2011    | Blancos | Asiáticos | Negros |
| ---------------- | ------- | --------- | ------ |
| Población 28,544 | 29.3%   | 44.8%     | 8.5%   |

### Principios
Si bien hay muchas referencias a asentamientos en la zona, las excavaciones realizadas sugieren la idea de que habían muy pocos edificios antes de 1300.
Mile End Road es una antigua ruta de Londres hacia el Este, y se trasladó a su alineación actual tras la construcción del Puente Bow en 1110. En el periodo medieval, se le conocía como ‘Aldgatestrete’, ya que llevaba a la entrada oriental de la City, en Aldgate. La zona al lado de Mile End Road se llamaba Mile End Green, y se dio a conocer como un lugar de reunión de los londinenses, lo que se refleja en el nombre de Assembly Passage. Durante la mayoría de la Edad Media, esta carretera estaba rodeada por campos abiertos a ambos lados, pero el desarrollo urbanístico de carácter especulativo ya existía al final del siglo XVI y continuó a lo largo del siglo XVIII.
La Stepney Green Conservation Area fue designada en enero de 1973, y cubre el área previamente conocida como Mile End Old Town. Es una gran área de conservación de forma irregular que abarca edificios alrededor de Mile End Road, Assembly Passage, Louisa Street y Stepney Green. Es un área de interés arquitectónico e histórico excepcional, con unas características y apariencia merecedoras de protección y ampliación. Se sitúa al norte del pueblo medieval de Stepney, que se construyó alrededor de la iglesia de San Dunstan.

### Rebelión de Wat Tyler
Ver también: Rebelión de Wat Tyler
En 1381, un levantamiento contra recaudadores de impuestos en Brentwood se extendió rápidamente, primero a las aldeas colindantes, y después a través del sudeste de Inglaterra, pero fueron los rebeldes de Essex, comandados por un sacerdote llamado Jack Straw, y los hombres de Kent, liderados por Wat Tyler, quienes marcharon sobre Londres. El 12 de junio, los rebeldes de Essex, alrededor de 100.000 hombres, acamparon en Mile End, y al día siguiente los hombres de Kent llegaron a Blackheath. El 14 de junio, el joven rey Ricardo II cabalgó hacia Mile End, donde se encontró con los rebeldes y escuchó sus demandas. El rey ordenó posteriormente la ejecución de los líderes y de muchos rebeldes.

### Nacimiento del teatroYiddishde Londres
En 1883, Jacob P. Adler llegó a Londres con una compañía de actores profesionales refugiados. Con la ayuda de aficionados locales, creó la Compañía judía rusa de ópera (Russian Jewish Operatic Company), que debutó en Beaumont Hall, cerca de la parada de metro de Stepney Green. En dos años fueron capaces de inaugurar su propio teatro en Brick Lane.

### Palacio del pueblo
El novelista y crítico social Walter Besant propuso la creación de un Palacio del placer, con salas de concierto, salas de lectura, galerías de cuadros, una escuela de arte y varias clases, salas sociales y frecuentes fiestas y bailes. Esto coincidió con un proyecto del empresario filántropo Edmund Hay Currie para utilizar el dinero que había ganado por la liquidación del Beaumont Trust, junto con el de otros subscriptores, para construir un Palacio del Pueblo en el East End. Para ello, se aseguraron cinco acres de tierra en Mile End Road, y el Queen's Hall abrió sus puertas, inaugurado por la Reina Victoria, el 14 de mayo de 1887. El complejo se completó con una biblioteca, una piscina, un gimnasio y un jardín de invierno en 1982, otorgando una ecléctica mezcla de entretenimiento populista y educación. Se vendieron 8.000 entradas para las clases de 1892, y en 1900, se introdujo una Licenciatura en Ciencias por la Universidad de Londres. En 1931, el edificio fue destruido por un incendio, pero la Compañía de pañeros, grandes donantes del plan original, invirtieron más dinero para reconstruir la escuela técnica y crear el Queen Mary College en diciembre de 1934. Un nuevo Palacio del Pueblo fue construido, en 1937, por el Distrito MetropolitSegano de Stepney, en St Helen's Terrace, que finalmente cerró en 1954.

### Segunda Guerra Mundial
Además de sufrir duramente en los primeros bombardeos, Mile End fue alcanzada por el primer proyectil V-1 lanzado sobre Londres. El 13 de junio de 1944, esta bomba volante impactó al lado del puente ferroviario de Grove Road, un acontecimiento ahora conmemorado por una placa. Ocho civiles murieron, 30 resultaron heridos y 200 se quedaron sin casa por la explosión. El área permaneció abandonada durante muchos años, hasta que se limpió para expandir el parque de Mile End. Antes de la demolición de 1993, el artista local Rachel Whiteread hizo una escultura del interior del número 193 de Grove Road, que había sido destruido por el bombardeo. A pesar de atraer controversia, la exhibición ganó el Premio Turner de 1993.
En mayo de 2007, en las obras de construcción de un edificio, se encontró una bomba activa de la Segunda Guerra Mundial con un peso de 200 kg al norte de la estación de Mile End, cerca de Grove Road y Roman Road. Aproximadamente 100 vecinos fueron evacuados para permanecer con amigos y familia o en el Mile End Leisure Centre, hasta que la bomba fue desactivada y retirada.

## Gobierno
Mile End formaba una pedanía en la antigua parroquia de Stepney, en la liberalidad Tower del hundred de Ossulstone, en Middlesex. Se agrupó en la poor law union de Stepney en 1836, convirtiéndose en una única parroquia a los efectos de dicha división administrativa en 1857. Formó parte del Distrito de Policía Metropolitano desde 1830. Tras la creación del Consejo de Obras Metropolitano (Metropolitan Board of Works) en 1855, la sacristía (vestry) de Mile End Old Town se convirtió en una autoridad electoral. El salón de la sacristía se encontraba en Bancroft Road. La parroquia se convirtió en parte del Condado de Londres en 1889 y en 1900 pasó a formar parte del Municipio Metropolitano de Stepney. En 1965, Stepney se incorporó al Municipio Metropolitano de Tower Hamlets. Entre 1885 y 1950, hubo un distrito electoral parlamentario de Mile End, destacable por ser uno de los dos distritos electorales en el Reino Unido que eligieron a un miembro del Partido Comunista Británico como representante en el Parlamento.

## Política
Bajo la Ley de Gestión Metropolitana Británica (Metropolis Management Act) de 1855, cualquier parroquia que excediera los 2.000 contribuyentes debía dividirse en dos distritos (wards). En consecuencia, la recientemente constituida sacristía de la pedanía de Mile End Old Town, ubicada en la parroquia de St Dunstan Stepney, se dividió en cinco distritos (representantes electos): No. 1 o North Ward (15), No. 2 o East Ward (12), No. 3 o West Ward (18), No. 4 o Centre Ward (21) y No. 5 o South Ward (18).
En 1894, ya que su población se había incrementado, la sacristía se volvió a dividir en ocho distritos electorales (representantes electos): No. 1 (9), No. 2 (9), No. 3 (12), No. 4 (12), No. 5 (12), No. 6 (9), No. 7 (12) y No. 8 (15).

## Geografía
Mile End forma parte de la zona de Londres conocida como East End, y acoge el campus principal de Queen Mary, Universidad de Londres. Partes de Barts y de The London School of Medicine and Dentistry también están en este campus. Las residencias de los estudiantes también se encuentran en este campus.
La zona también presume de un punto de referencia inusual, el "Green Bridge".  Esta estructura (diseñada por CZWG Architects, y abierta en 2000) permite a Mile End Park cruzar sobre Mile End Road y crea un contraste interesante con las aproximaciones más habituales a la construcción de puentes para vehículos. Contiene jardines y fuentes y se han construido debajo espacios para comercios y restaurantes.
El Ragged School Museum, abierto en 1990 en tres antiguos almacenes en la parte del canal de Copperfield Road, se encuentra frente al borde oeste del parque, al sur de Mile End Road. Los edificios albergaron anteriormente a la Dr Barnado's Cooperfield Road Ragged School.
Mile End, como distrito electoral parlamentario, tenía la reputación de ser un baluarte del Partido Laborista. También envió al miembro del Partido Comunista Británico Phil Piratin a la Casa de los Comunes entre 1945 y 1950. La zona, hoy en día, forma parte de los distritos parlamentarios de Bethnal Green and Bow y Poplar and Limehouse.

## Deporte y ocio
Mile End tiene un equipo de fútbol amateur llamado Sporting Bengal United F.C., que juega en el Mile End Stadium.